# Граф Дуглас

герб баронов и графов Дуглас

Граф Дуглас (англ. Earl of Douglas) — шотландский дворянский титул, существовавший в 1358—1455 годах, который носили представители клана Дугласов.

## История титула
История титула связана с историей клана Дугласов в Шотландии. Представители рода известны в Шотландии с XII века, первым достоверно известным его представителем был Уильям I Дуглас (ум. ок. 1213). Его потомки играли заметную роль в истории Шотландии. Дугласы обладали значительными земельными владениями, в основном в Южной Шотландии, первоначально они включали в себя долину реки Клайд с замком Дуглас. Во время Англо-шотландских войн Дугласы выступали против англичан. В 1296 году владения Дугласов были конфискованы, но после коронации Роберта I Брюса и изгнании англичан из Шотландии, в котором деятельное участие принимал Джеймс Чёрный Дуглас (ок. 1286 — 25 августа 1330) владения были возвращены. Вскоре после смерти Роберта Брюса во время правления малолетнего короля Давида II Англия возобновила попытки вернуть контроль над Шотландией, в результате чего на шотландский престол был возведён английский ставленник Эдуард Баллиол, уступивший в 1334 году значительные владения Англии, в том числе и земли Дугласов. Хотя Эдуард вскоре был изгнан, но в 1346 году в битве при Невиллс-Кроссе шотландцы были разбиты, многие представители шотландской знати погибли или оказались в плену. Попал в плен и король Давид II, который пробыл в плену до 1357 года, регентом Шотландии был его родственник, будущий король Роберт II Стюарт.
Владения Дугласов попытался вернуть Уильям V Дуглас (ок. 1330—1384), сын Арчибальда Рыжего, регента Шотландии в 1332—1333 годах. Он совершал набеги на английские владения, в 1356 году участвовал на стороне французов в битве при Пуатье, а в 1357 году участвовал в переговорах о выкупе Давида II, после его освобождения провёл некоторое время в качестве заложника, гарантировавшего уплату выкупа за короля. Уильям женился на Маргарите, наследнице графа Мара, а 26 января 1358 года он получил титул графа Дугласа. После смерти Давида II он пытался претендовать на шотландскую корону, но в итоге согласился с тем, чтобы королём стал Роберт Стюарт, получив за это руку королевской дочери.
Единственный сын Уильяма, Джеймс, 2-й граф Дуглас, погиб в 1388 году, не оставив законнорожденных детей, после чего титул был передан Арчибальду Свирепому, незаконнорожденному сыну Джеймса Чёрного Дугласа, верному стороннику Роберта II. Арчибальд был крупнейшим феодалом Шотландии: за поддержку короля во время баронских владений ему были пожалованы обширные земли в Галлоуэе, унаследовав владения Дугласов он ещё больше упрочил своё могущество. Во время правления Роберта III Арчибальд поддерживал наследника престола герцога Ротсея, которого он убедил жениться на своей дочери, противодействуя брату короля, герцогу Олбани.
После смерти Арчибальда ему наследовал старший сын, Арчибальд, 4-й граф Дуглас, получившего прозвище «Неудачник», поскольку постоянно терпел поражения в битвах. Он принимал участие в войне с англичанами. В 1402 году он потерпел поражение от Генри Перси при Хомильдон-Хилле, а в 1403 году — от короля Генриха IV при Шрусбери, попав в плен. За согласие на реставрацию Данбаров Арчибальд получил Аннандейл. После смерти правителя Шотландии герцога Олбани в 1420 году он активно содействовал освобождению шотландского короля Якова I из английского плена, рассчитывая с его помощью сокрушить мощь семьи Олбани. От французского короля Карла VII за помощь в Столетней войне он получил титул герцога Турени и был убит англичанами при Вернее. Наследовавший ему сын, Арчибальд, 5-й граф Дуглас, вёл переговоры об освобождении короля Якова I из английского плена. В 1425 году он способствовал падению Олбани, а после убийства Якова I в 1437 году стал регентом Шотландии при малолетнем Якове II. Однако после его новые регенты, в числе которых был Джеймс Дуглас, 1-й граф Эвондейл, дядя покойного Арчибальда, организовали так называемый «Чёрный обед» (послуживший прообразом «Красной свадьбы» в цикле романов «Песнь Льда и Огня» Джорджа Мартина), в результате которого юные сыновья Арчибальда, Уильям, 6-й граф Дуглас, и Давид, были убиты. Владения Дугласов были разделены, сам граф Эвондейл получил титул графа Дугласа.
Наследник Джеймса Дугласа, Уильям, 8-й граф Дуглас и 2-й граф Эвондейл, в 1443 году он женился на Маргарет Дуглас, сестре убитых сыновей Арчибальда, 5-го графа Дугласа, благодаря чему получил Галлоуэй. Консолидация владений Дугласов увеличила могущество Уильяма, ставшего крупнейшим шотландским магнатом. Позже он в союзе с Ливингстонами смог отстранить канцлера Уильяма Крайтона, став единовластным регентом при Якове II. В 1448 году он поссорился с Ливингстонами и отошёл от власти, но в 1450 году помог королю Якову II свалить Ливингстонов и получить власть. Несмотря на оказанную ему помощь, молодой король ненавидел графа Дугласа, который значительно превосходил его богатством и влиянием. В итоге 22 февраля 1452 году Яков II организовал убийство Уильяма Дугласа. Убийство вызвало недовольство в стране и привело к восстанию против короля. Противников короля возглавил Джеймс Дуглас, брат убитого графа, наследовавший ему. В августе 1452 года стороны заключили перемирие, но в марте 1455 года возобновил войну против Дугласов. Королевские войска заняли часть владений графа и разрушили несколько его замков. Джеймс, разбитый в битве при Аркингольме был вынужден бежать в Англию, созванный по инициативе короля шотландский парламент объявил графа Дугласа изменником и постановил конфисковать его владения. Бывший граф Дуглас перешёл на службу к королям Англии и совершал набеги на англо-шотландское приграничье. В 1484 году он попал в плен и был выдан королю Якову III, в котором пробыл до 1491 года, когда король Яков IV простил Дугласа, назначил ему пенсию, однако владения так возвращены и не были. Детей он не оставил, со смертью Джеймса данная ветвь Дугласов угасла. Титул «граф Дуглас» больше не возрождался, хотя в 1633 году для представителя боковой ветви Дугласов, Уильяма, 11-го графа Ангуса, был создан титул маркиза Дугласа.

## Графы Дуглас
- 1358—1384: Уильям V Дуглас (ок. 1330—1384), 8-й лорд Дуглас с около 1347 года, 1-й граф Дуглас с 1358, 1-й граф Мар (по праву жены) с ок. 1374, сын Арчибальда Рыжего, младшего сына Уильяма III Рыжего[2];
- 1384—1388: Джеймс Дуглас (ок. 1358 — ок. 14 августа 1388), 2-й граф Дуглас с 1384, сын предыдущего[3];
- 1388—1390: Арчибальд Свирепый Дуглас (ок. 1325 — 24 декабря 1400/9 февраля 1401), 3-й граф Дуглас с 1388, незаконнорожденный сын Джеймса Чёрного Дугласа[4];
- 1390—1424: Арчибальд Дуглас (ок. 1370 — 17 августа 1424), 4-й граф Дуглас с 1390, барон Аннандейла с 1409, герцог Туреньский с 1424, сын предыдущего[5];
- 1424—1439: Арчибальд Дуглас (ок. 1390 — 26 июня 1439), 5-й граф Дуглас, барон Аннандейла и титулярный герцог Туреньский с 1424, сын предыдущего[6];
- 1439—1440: Уильям Дуглас (1423 — 24 ноября 1440), 6-й граф Дуглас, барон Аннандейла и титулярный герцог Туреньский с 1439, сын предыдущего[7];
- 1440—1443: Джеймс Дуглас (1371 — 24 марта 1443), 1-й граф Эвондейл с ок. 1437, 7-й граф Дуглас с 1440, сын Арчибальда Дугласа, 3-го графа Дугласа[8];
- 1443—1452: Уильям Дуглас (ок. 1425 — 22 февраля 1452), 8-й граф Дуглас и 2-й граф Эвондейл с 1443, барон Галлоуэя (по праву жены) с 1444, сын предыдущего[9];
- 1452—1455: Джеймс Дуглас (после 1426—1491), 9-й граф Дуглас и 3-й граф Эвондейл в 1452—1455, брат предыдущего[10].